# MG L-Type
La L-Type è un'autovettura prodotta dalla Morris Garages dal 1933 al 1934.

## Storia
Il modello aveva installato la versione rimpicciolita del motore a sei cilindri in linea con distribuzione monoalbero e testata crossflow, già utilizzato sulla Wolseley Hornet e, in forma aggiornata, sulla F-Type. Il propulsore della L-Type aveva una cilindrata di 1.086 cm³, una corsa di 71 mm ed un alesaggio di 57 mm. La potenza erogata era di 41 CV a 5.500 giri al minuto. La trazione era posteriore, ed il moto era trasmesso alle ruote posteriori tramite un cambio a quattro rapporti non sincronizzati. 
Il telaio era la versione più stretta di quello utilizzato sulla K-Type, mentre le sospensioni erano a balestra semiellittica ed erano montati, sia nel retrotreno che nell'avantreno, degli assali rigidi.
La L-Type aveva un passo di 2.388 mm ed una carreggiata di 1.067 mm. I freni, che erano gli stessi di quelli della J2, operavano tramite un cavo su dei tamburi da 300 mm. Il radiatore era inclinato come sulla F-Type.
Erano disponibili due serie, che erano contraddistinte da due sigle, "L1" ed "L2". La prima, prodotta in 486 esemplari, era associata alle versioni coupé, roadster e salonette quattro posti, mentre la seconda, assemblata in 90 unità, era collegata alla versione roadster due posti. La coupé era chiamata Continental Coupé ed era disponibile con verniciatura in due colori. Ne furono prodotti solo 100 esemplari. Le carrozzerie salonette non erano assemblate dalla MG, ma erano realizzate dalla Abbey.
Nelle competizioni, la L-Type fu un modello di successo. Si impose nell'Alpine Trial del 1933 ed in una gara a Brooklands.